# Лос-Інохосос
Лос-Інохосос (ісп. Los Hinojosos) — муніципалітет в Іспанії, у складі автономної спільноти Кастилія-Ла-Манча, у провінції Куенка. Населення — 1001 особа (2010).
Муніципалітет розташований на відстані близько 120 км на південний схід від Мадрида, 80 км на південний захід від Куенки.

## Демографія
Динаміка населення (INE ):